# Ikarus 180
Der Ikarus 180 ist ein dreiachsiger Gelenkbus des ungarischen Busherstellers Ikarus. Er wurde von 1966 bis 1973 in Budapest-Mátyásföld produziert.

## Geschichte
Seit etwa 1960 wurde bei Ikarus ein dringend erforderlicher großräumiger Bus für den städtischen Nahverkehr entwickelt, wobei man sich konzeptionell am fortschrittlichen deutschen HS 160 USL von Henschel orientierte. Vorderwagen und Nachläufer waren über ein Gelenk mit Faltenbalg miteinander verbunden. Der Dieselmotor war unterflur liegend zwischen der ersten und der zweiten Achse positioniert. Der in den drei Prototypen (K 1–K 3, jeweils von 1961 [zunächst ohne Motor], 1962 und 1963) und der zehn Wagen umfassenden Nullserie verwendete JÁFI-Csepel 6-Zylinder-4-Takt-Dieselmotor C 619 mit einem Hubraum von 9.572 cm³ und einer Leistung von 180 PS bei 2500/min befriedigte nicht. Anfangs wurde mit einem Serienbeginn 1963 gerechnet.

Zeitgenössische Abbildungen
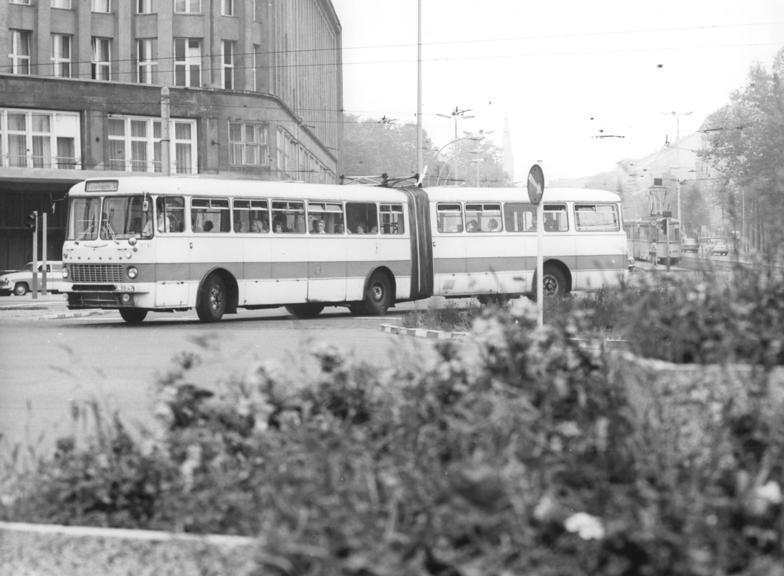
Gelenkbus Ikarus 180
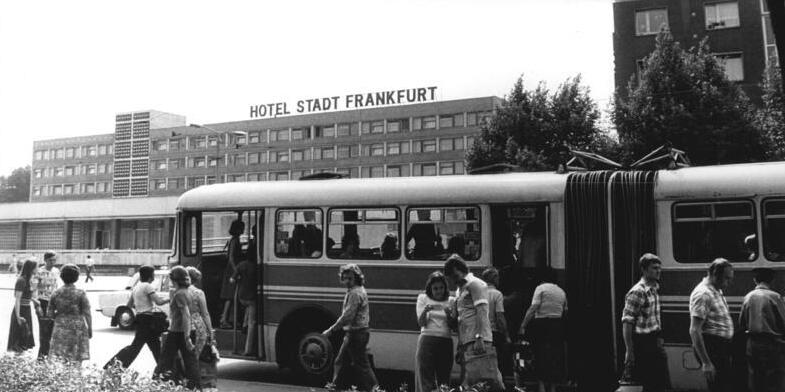
Unterschiedlich breite Türen im Nachläufer des Stadtbusses
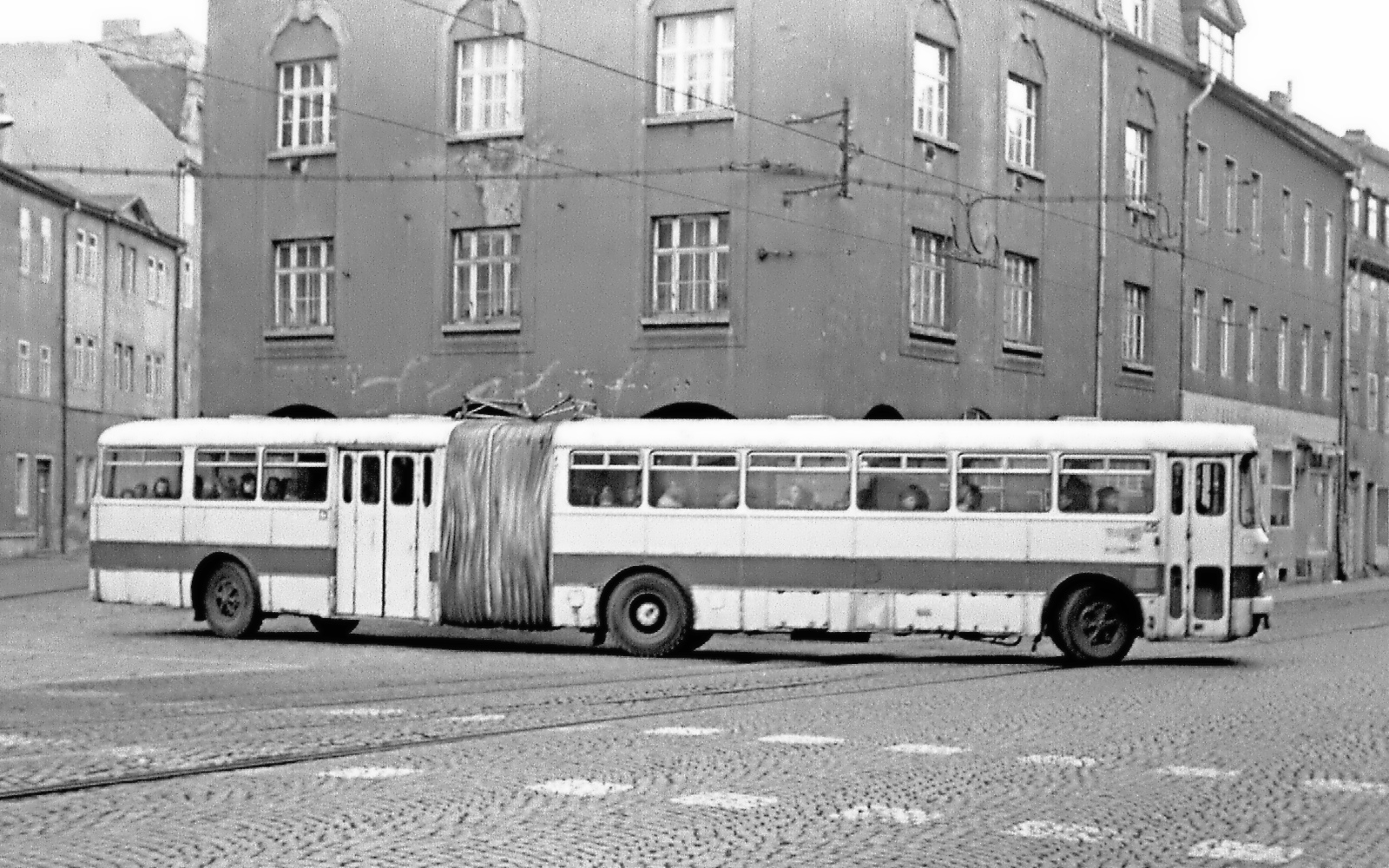
Ikarus 180.22 des VEB Kraftverkehr Jena im Dezember 1975

## Technik
Als Antriebseinheit kam ein wassergekühlter 6-Zylinder-Dieselmotor vom Typ D 2156 HM6U des ungarischen Herstellers Rába in Lizenz von MAN mit einem Hubraum von 10.350 cm3 zusammen mit einem manuell zu schaltenden, teilsynchronisierten Fünfganggetriebe zum Einsatz. Der Motor gab eine Leistung von 141 kW (192 PS) bei 2100/min ab. Er war unterflur zwischen den Achsen des Vorderwagens angeordnet und trieb über eine Einscheibentrockenkupplung, das Getriebe und ein Außenplanetengetriebe die mittlere Achse des Fahrzeugs an. Mit dieser Antriebseinheit erreichte der Bus eine Höchstgeschwindigkeit von 64 km/h. Die einfachbereifte Achse im Nachläufer war gelenkt.
Am Fahrwerk kamen Starrachsen zum Einsatz. Gefedert wurde der Bus mit einer Kombination aus Blattfedern und Luftfederung, die Dämpfung des Fahrwerks erfolgte mit Teleskop-Stoßdämpfern. Bei einer Leergewicht von 13,35 t betrug das zulässige Gesamtgewicht 23,5 t. Der Bus besaß eine hydraulische Servolenkung. Die pneumatische Bremse wirkte auf alle Räder und wurde durch eine mechanische Feststellbremse ergänzt.

## Ausführung für den Stadtverkehr (180.10, 180.12, 180.32)
Als Türen kamen elektropneumatische Falttüren zum Einsatz (mit unterschiedlicher Anzahl von Türflügeln in der Reihenfolge von vorn nach hinten 2-3-2-4), die vom Fahrer (in den Anfangsjahren auch vom Schaffner) betätigt wurden. Die Stadtausführung besaß zum schnellen Fahrgastwechsel vier Türen, im Vorderwagen befanden sich vorn eine zweiflügelige und in der Mitte eine dreiflügelige Tür, im Nachläufer vorn eine zweiflügelige und hinten eine vierflügelige Tür. Der Großraumbus für den Stadtverkehr war für Fahrgastfluss von hinten nach vorn mit neben dem im Heck befindlichen Zweispur-Einstieg sitzendem Schaffner konstruiert. Der durch die Personalknappheit in den 1960er Jahren eingeführte schaffnerlose Betrieb führte zum Einsatz von Zahlboxen, später auch von Entwertern im Bereich der Türen zur Fahrgast-Selbstabfertigung ohne Fahrgastfluss. Der Fahrgastraum bot Platz für 36 Sitzplätze und 118 Stehplätze.

## Ausführung für den Überlandverkehr (180.22)
Daneben gab es die Überlandausführung Ikarus 180.22, die bei größeren Haltestellenabständen mehr Sitzplätze (60) bieten konnte, weil sie nur zwei Türen aufwies. Diese befanden sich sowohl im Vorderwagen (zweiflügelig/einspurig) als auch im Nachläufer (vierflügelig/zweispurig) jeweils vorn. Der Fahrscheinverkauf erfolgte in der Regel beim Fahrer.

## Ikarus 180 in der DDR

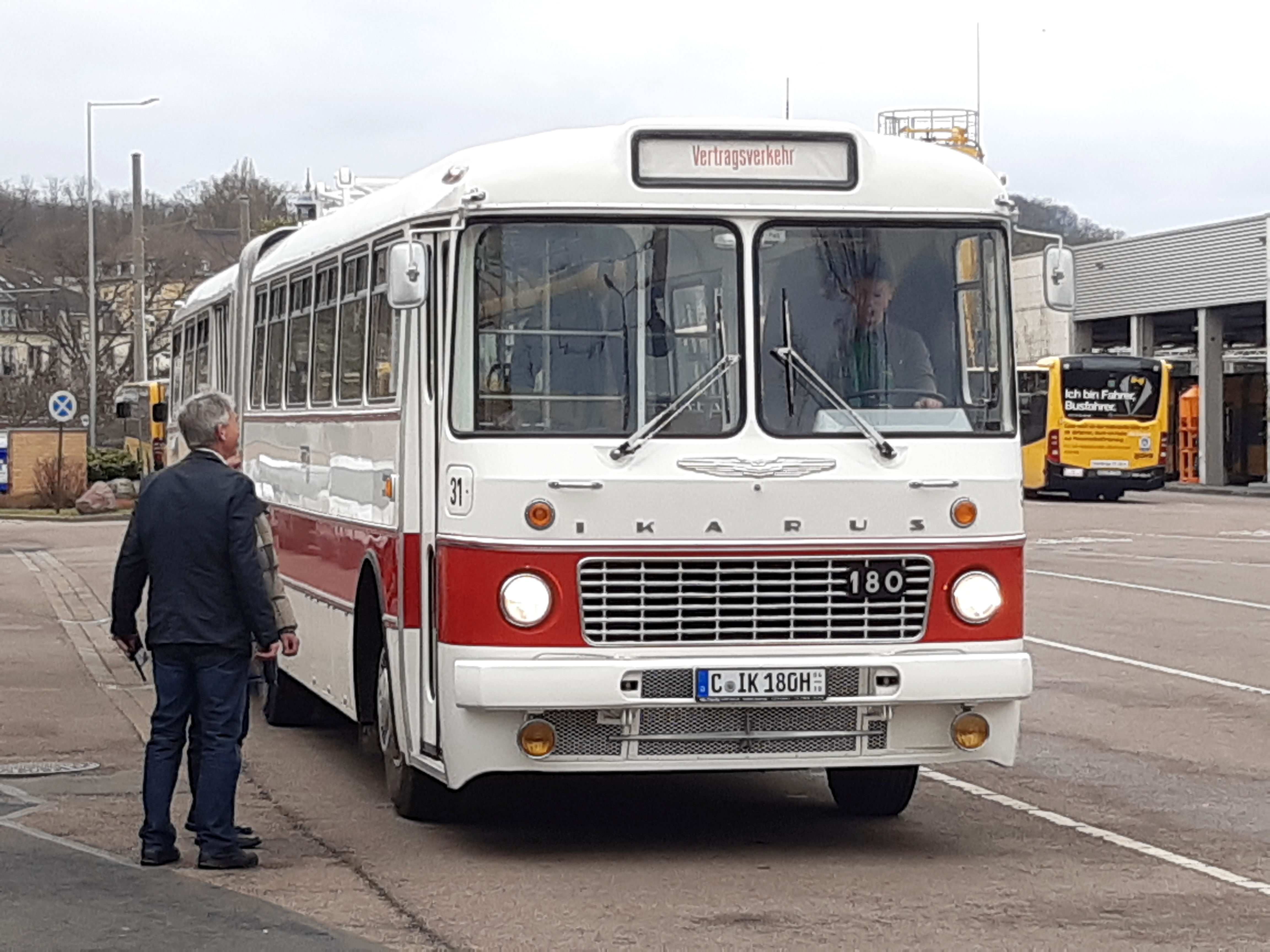
Ikarus 180 Museumsbus aus Chemnitz

Der zweite Prototyp des Ikarus 180 (K 2) wurde auf der Leipziger Frühjahrsmesse 1962 gezeigt und später in verschiedenen Städten getestet. So war er von Ostersonntag, dem 14. April 1963 bis zum Mai in Berlin auf der Vorort- und Ausflugslinie 27 zwischen Kaulsdorf und Müggelheim und auch auf der Stadtlinie 57 im Einsatz. Danach war er auch in Erfurt und Karl-Marx-Stadt im Probeeinsatz. Während der Testfahrten wurde einerseits die Sinnhaftigkeit und Notwendigkeit eines solchen Gelenkomnibusses festgestellt. Andererseits fielen noch eine Reihe erheblicher Mängel auf. Dazu zählten zum Durchbrennen neigende Zylinderkopfdichtungen und ein hoher Ölverbrauch sowie die Störanfälligkeit der druckluftgesteuerten Türen.
Die Serienlieferungen in die DDR erfolgten von Januar 1967 bis 1973. Die viertürige Stadtausführung mit festem Schaffnerplatz rechts neben der Hecktür bot Platz für 35 Sitzplätze und 119 Stehplätze für 154 Fahrgäste. Der Fahrerplatz besaß eine abgetrennte Kabine mit Tür zum Fahrgastraum. Ab Ende der 1960er Jahre wurde auf den Schaffnerplatz verzichtet, die Wagen wurden im OS-Betrieb (Ohne Schaffner) eingesetzt.
In Zwickau wurden zwei Überlandbusse der Firma „Reisedienst Kaiser“ Mitte der 1980er Jahre u. a. mit Teilen von Bussen der Firma Neoplan modernisiert, so dass ihnen ihre Herkunft nicht mehr anzusehen war.

## Ikarus 556

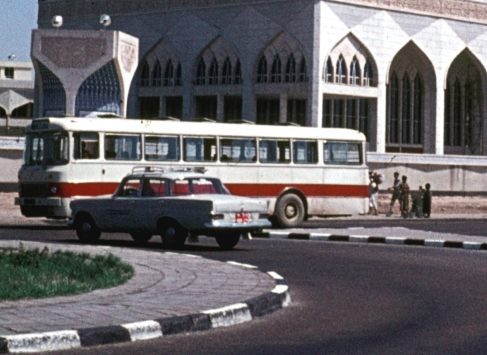
Solobus Ikarus 556

Neben dem Ikarus 180 wurde auch der zweiachsige Linienbus Typ 556 als Nachfolger des Ikarus 66 entwickelt, der mit 10,855 m Länge eine vereinfachte Version des 180 ohne Nachläufer, aber mit dessen Heck war. Im Vergleich zum Typ 66 bot er 22 Fahrgästen mehr Platz, bei einer 0,5 m geringeren Fahrzeuglänge. In der DDR wurde er erstmals auf der Leipziger Frühjahrsmesse 1963 vorgestellt, die Serienproduktion setzte jedoch erst später ein. Es wurde auch eine Reisebusvariante mit Modellnummer 557 abgeleitet, die mit Kühlschrank und Toilette ausgestattet war.

## Erhaltene Fahrzeuge
Weltweit gibt es 2022 noch drei Ikarus 180: Einen in Budapest und einen in Moskau (beide viertürige Stadtbusausführung). Zudem wurde die langjährige Aufarbeitung und Restaurierung eines schrottreifen Fahrzeugs im August 2022 abgeschlossen. Dieser weltweit einzige Ikarus 180 in Überlandausführung ist nun wieder straßenzugelassen und im Straßenbahnmuseum Chemnitz stationiert. Er war von 1971 bis 1978 in Berlin im Einsatz, diente danach weitere zehn Jahre als rollendes Verkehrserziehungszentrum und stand bis 2014 im Betriebshof in Berlin-Niederschönhausen.